# Charles Stewart, 3. markýz z Londonderry
Charles William Stewart (Vane), 3. markýz z Londonderry (Charles William Stewart (Vane), 3rd Marquess of Londonderry, 3rd Earl of Londonderry, 1st Earl Vane, 3rd Viscount Castlereagh, 1st Viscount Seaham, 3rd Baron Londonderry, 1st Baron Stewart) (18. května 1778, Dublin, Irsko – 6. března 1854, Londýn, Anglie) byl britský vojevůdce, diplomat a spisovatel, mladší bratr dlouholetého ministra zahraničí vikomta Castlereagha. Vynikl jako voják za napoleonských válek, v nichž dosáhl hodnosti generála, poté byl vyslancem ve Vídni a účastníkem mezinárodních kongresů. Jako vojenský teoretik vydal několik spisů k napoleonským válkám.
Po starším bratrovi zdědil titul markýze z Londonderry a statky v Irsku (1822), mezitím získal sňatkem značný majetek v severovýchodní Anglii, po manželce také přijal jméno Vane. Jméno Vane, respektive Vane–Tempest užívali i jeho potomci, až v roce 1885 se rodina vrátila také ke jménu Stewart (respektive Stewart–Vane–Tempest).

## Vojevůdce a diplomat napoleonských válek

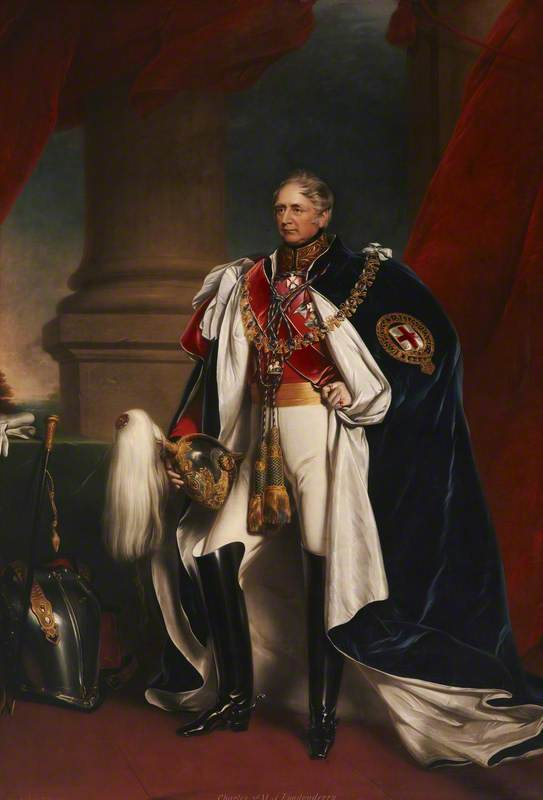
3. markýz z Londonderry (1853)

Pocházel ze starobylého šlechtického rodu Stewartů, pravděpodobně vzdáleně příbuzného s královským rodem Stuartovců. V této linii rod v 17. století přesídlil ze Skotska do Irska. Narodil se jako syn 1. markýze z Londonderry z jeho druhého manželství Frances Pratt (1751–1833), dcerou lorda kancléře 1. hraběte z Camdenu. V šestnácti letech vstoupil do armády a zúčastnil se francouzských revolučních válek, v době povstání v Irsku (1798) byl zraněn a dosáhl hodnosti plukovníka. V roce 1800 byl poslancem irského parlamentu, po sloučení Británie s Irskem byl poslancem Dolní sněmovny (1801-1814, zastupoval hrabství Londonderry), v hodnosti plukovníka byl od roku 1803 pobočníkem krále Jiřího III. V letech 1807–1809 byl ve funkci státního podsekretáře zahraničí podřízeným svého bratra Roberta.
Mezitím se aktivně zúčastnil napoleonských válek, pod maršálem Wellingtonem bojoval na Pyrenejském poloostrově, vynikl v bitvách u Talavery a Bussaca, v roce 1809 odmítl nabídku na funkci generálního inspektora portugalské armády. V roce 1810 byl povýšen na generálmajora a obdržel poděkování parlamentu. V letech 1813–1814 byl vyslancem v Berlíně a jako komisař spojeneckých armád byl zraněn v bitvě u Chlumce (1813), poté se zúčastnil mírových jednání a byl jedním ze signatářů Pařížského míru (1814). V letech 1814–1823 byl vyslancem ve Vídni a spolu s bratrem také účastníkem Vídeňského kongresu (1814–1815). Zároveň se stal členem Tajné rady, získal hodnost generálporučíka a jako baron Stewart byl povolán do Sněmovny lordů (1814), mimoto byl jmenován i královským komořím. Jako diplomat zastupoval Británii na kongresech Svaté aliance v Opavě (1820), Lublani (1821) a Veroně (1822). Po bratrovi zdědil titul markýze z Londonderry (1822), poté získal ještě britský titul hraběte Vane (1823) a vrátil se do Anglie.
Díky účasti v napoleonských válkách obdržel řadu zahraničních záslužných řádů, získal portugalský Řád věže a meče (1813), pruský Řád černé orlice (1813) a Řád červené orlice (1814), švédský Řád meče (1813) a ruský Řád sv. Jiří (1813). V Británii získal Řád lázně (1815) a rok před smrtí se stal i rytířem Podvazkového řádu (1853). V letech 1842–1854 byl lordem-místodržitelem v hrabství Durham, kde měl majetkové aktivity.
Uplatnil se také jako spisovatel a vojenský teoretik, napsal dvě knihy vzpomínek vztahujících se k napoleonským válkám (History of the War in Spain, 1829; Narrative of the late war in Germany and France, 1833), byl autorem dvou cestopisů (Recollections of a tour in the North of Europe, 1838; Steam voyage to Constaninople, 1842). V letech 1849-1853 vydal ve dvanácti svazcích paměti svého staršího bratra vikomta Castlereagha.

## Rodina a potomstvo
Byl dvakrát ženatý, jeho první manželkou byla od roku 1804 Catherine Bligh (1774–1812), dcera 3. hraběte Darnleye. Podruhé se oženil v roce 1818 s Frances Vane–Tempest (1800–1865), která byla ve své době jednou z nejbohatších dědiček v Anglii. Na základě převzetí jejího dědictví v severovýchodní Anglii (hrabství Durham) Charles přijal v roce 1821 příjmení Vane. V dalších generacích užívali potomci příjmení Vane, případně Vane–Tempest, až v roce 1885 se vrátili i k příjmení Stewart (respektive Vane–Tempest–Stewart)
Potomstvo:
- Frederick William Stewart, 4. markýz z Londonderry (1805–1872)

- George Henry Vane-Tempest, 5. markýz z Londonderry (1821–1884)

- Frances Vane (1822–1899), manžel 1843 John Winston Spencer-Churchill, 7. vévoda z Marlborough (1822–1883)

- Alexandrina Vane (1823–1874), manžel 1847 Henry Dawson-Damer, 3. hrabě z Portarlingtonu (1822–1889)

- lord Adolphus Frederick Vane-Tempest (1825–1864), důstojník, člen Dolní sněmovny

- Adelaide Vane (1830–1882), manžel 1852 Frederick Henry Law

## Rodová sídla

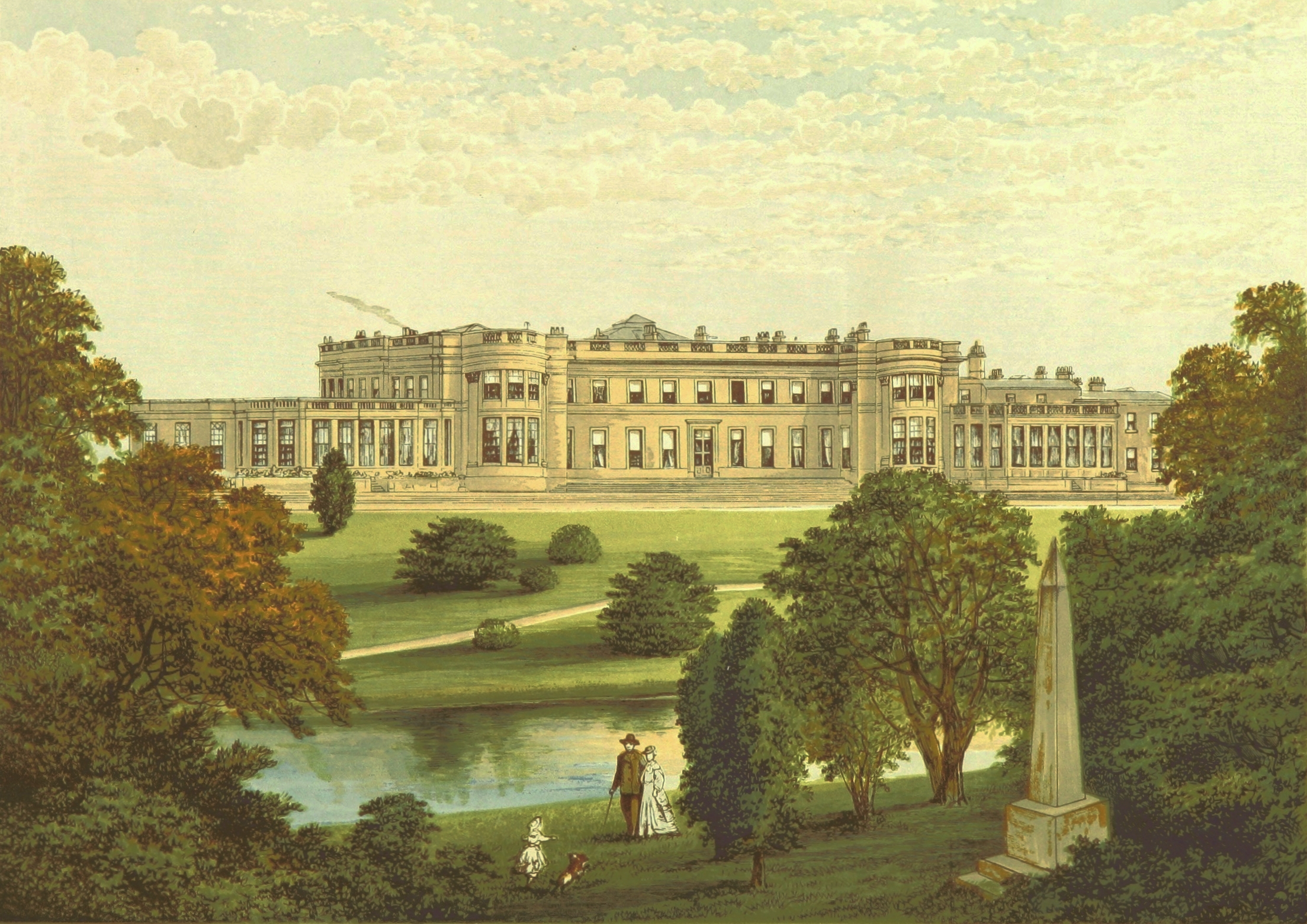
Zámek Wynyard Park v hrabství Durham

Sňatkem s Frances Vane-Tempest získal majetek v hrabství Durham se zámky Wynyard Park a Seaham Hall. Zámek Wynyard Park nechal přestavět nákladem 130 000 liber. Z hospodářského hlediska měla význam těžba uhlí, která se v Durhamu začala v 19. století rozvíjet a markýzům z Londonderry přinášela vysoké zisky. Jako rodové dědictví převzal v roce 1822 statky v Irsku. Zdejší hlavní rodové sídlo Mount Stewart,které nechal přestavět nákladem 150 000 liber. V Londýně zakoupil v roce 1819 palác Londonderry House (dříve Holderness House), který užívali jeho potomci při pobytech v hlavním městě až do 20. století.
Z dalších generací markýzů z Londonderry vynikli irský místokrál a ministr školství Charles Vane–Tempest–Stewart, 6. markýz z Londonderry a ministr letectva Charles Vane–Tempest–Stewart, 7. markýz z Londonderry.